# Willi Behnisch
Willi Behnisch (nacido en Buenos Aires en 1956) es un director de fotografía argentino dedicado principalmente a la cinematografía. 
Tres de sus más recientes películas han sido especialmente bien recibidos por la crítica: Un oso rojo (2002), 18-j (2004), y Ay, Juancito (2004).

## Filmografía (parcial)
Director de fotografía
- ¡Que vivan los crotos! (1995)
- Lola Mora (1996)
- Escrito en el agua (1998)
- El astillero (2000)
- La fe del volcán (2001)
- Entre los dioses del desprecio (2001)
- Un oso rojo (2002)
- Cantata de las cosas solas (2003)
- Extraño (2003)
- 18-J (2004)
- Ay, Juancito (2004)
- Cuatro mujeres descalzas (2005)
- Las manos (2006)
- La hamaca paraguaya (2006)
- Si fuera yo un helecho (2006)

Guionista
- ¡Que vivan los crotos! (1995)